# Oficinas de Oração e Vida
Oficinas de Oração e Vida (TOV - Talleres de Oración y Vida) é um movimento eclesial católico, criado por Frei Ignácio Larrañaga em 1984. É um serviço apostólico, único, aplicável em todos os países, que chegou à aprovação da Santa Sé. A criação desse movimento é resultado dos Encontros de Experiência de Deus iniciados no Brasil em 1974.

## História
O serviço foi iniciado há vinte anos e tem se estendido muito, com grandes efeitos na vida das pessoas, o que motivou o pedido de sua aprovação junto ao Vaticano. Feita a solicitação, a Santa Sé recebeu todas as obras do fundador (livros, escritos etc), que passaram por todos os dicastérios. O material das Oficinas foi apresentado à Igreja em novembro de 1996. 
Inicialmente, o movimento foi posto em dúvida. Porém, foram obtidos 3 mil testemunhos de sacerdotes e bispos, todos a favor das Oficinas.
A aprovação foi obtida em sete meses. Normalmente, demora de cinco a vinte anos. 
A pedido do fundador, o decreto de aprovação foi entregue no dia 4 de outubro de 1997 - data da festividade de São Francisco de Assis, fundador da ordem religiosa à qual Frei Ignácio pertence. A documentação foi recebida no dia 15 de outubro - festividade de Santa Tereza D'Avila, doutora em oração. A aprovação definitiva foi dada 5 anos depois, em 2002.
Ou seja, o decreto de aprovação foi assinado em 4 de outubro de 1997, reconhecendo as Oficinas de Oração e Vida (TOV) como Associação Internacional Privada de Fiéis de Direito Pontifício, com personalidade jurídica, e aprovando os Estatutos por um período "ad experimentum" de 5 anos.

### Bento XVI
O cardeal Ratzinger - na condição de Prefeito da Congregação para a Doutrina da Fé - participou da aprovação das Oficinas de Oração e Vida. Ele deve ter lido pelo menos parte da documentação, para poder atestar a fidelidade desse serviço apostólico aos dogmas da Doutrina da Igreja Católica. Erros ou heresias deveriam ser assinalados por ele, caso existissem, não somente nos livros, mas também nos estatutos. 
O Papa Bento XVI fala muitas vezes em "ensinar o povo a orar". Isto é o que as Oficinas de Oração e Vida fazem. Segundo o papa, não é válido um programa pastoral que não ensine, em algum momento, o povo a orar.

## Carisma
O fundador explica as Oficinas de Oração e Vida, que são o que hoje em dia se chama comumente de uma nova evangelização.
- 1ª característica: ensina-se a orar de uma maneira ordenada, metódica, sistemática, e sobretudo de uma maneira experimental e prática. E isto desde os primeiros passos até a contemplação transformante.

- 2ª característica: existe através da reconciliação universal uma profunda purificação de todas as mágoas, feridas, tristezas e agonias mentais. Elimina-se lentamente tudo isto mediante uma oração especial: a dita oração de abandono. Com o tempo, curam-se as feridas da alma, e chega-se à paz bíblica: a presença de todo o bem[4] e a ausência de todo mal [5]. As pessoas são levadas à paz bíblica de uma maneira sistemática, ordenada, eficaz e metódica.

- 3ª característica: o processo de santificação cristificante; Jesus Cristo colocado como modelo de vida, utilizando-se para isso do questionamento "o que faria Jesus no meu lugar?". Insistentemente, quase obsessivamente, procura-se ser humilde como Jesus, paciente, dócil e, sobretudo, amar como Jesus amou.

- 4º característica: insiste-se que amigos de Jesus Cristo são apóstolos de Jesus Cristo, e entrega-se isso aos oficinistas, às paróquias, aos párocos, para que possam realizar trabalho apostólico concreto em suas paróquias. A dimensão apostólica é "a última conclusão" das Oficinas.

Em resumo: trata-se de um programa de conversão sincera que se prolonga não apenas durante a Oficina, mas ao longo da vida. 

### Sentido Eclesial
Este serviço eclesial é desenvolvido em estreita colaboração com os Pastores da Igreja. Desde o início, o movimento tem firme propósito de estabelecer e manter relações abertas e afetuosas com a hierarquia da Igreja. Noviciados, seminários e conventos têem sido beneficiados pelas Oficinas, mas o destinatário natural do serviço é o povo (os leigos).

### Método
Não são feitas difusões espetaculares. Usa-se principalmente o boca-a-boca para dar a conhecer as Oficinas de Oração e Vida. Os convertidos chamam outras pessoas. Desta maneira, lentamente, vai se formando um grupo de pessoas que, silenciosamente, tornam-se cada vez mais semelhantes a Jesus e realizam um programa de amor integral particularmente dirigido aos não-amados. 
Pessoas que chegam vivem durante 4 meses uma tarefa sistemática e organizada; não somente quando se reúnem, mas durante toda a semana. Para cada dia da semana são sugeridos textos bíblicos e métodos, para se caminhar e se praticar em busca da transformação cristificante.